# Сирота Максим Олександрович
Макси́м Олекса́ндрович Сирота́ (нар. 27 липня 1987, Алушта, Кримська область, УРСР, СРСР) — український футболіст, півзахисник. Після завершення кар'єри — футбольний тренер. Відомий насамперед завдяки виступам у складі «Олександрія», сімферопольської «Таврії» та юнацької збірної України.

## Життєпис
Максим Сирота народився в Алушті, де й почав займатися футболом під керівництвом Олександра Литвиненка. В 2000 році брав участь у міжнародному юнацькому турнірі у Барселоні. У ДЮФЛ захищав кольори алуштинського «Алустона» та донецького «Шахтаря». У 2003 році провів один поєдинок та відзначився 4 забитими м'ячами у складі футзального клубу «Алустон-98», що виступав у Першій лізі чемпіонату України. У 2004 році викликався до розташування юнацької збірної України, у формі якої провів один поєдинок. У вересні 2005 року потрапив до заявки дублювального складу московського «Динамо», однак не зігравши у першій команді жодного поєдинку, залишив клуб рік потому.
Узимку 2008 року Максим Сирота уклав угоду з футбольним клубом «Олександрія». У Першій лізі дебютував 18 травня 2008 року у виїзному матчі проти київського ЦСКА. Загалом же у складі олександрійців півзахисник провів 36 поєдинків та відзначився 3 забитими м'ячами. Улітку 2009 року безуспішно намагався працевлаштуватися в сімферопольській «Таврії», з якою зрештою уклав контракт аж у березні наступного року. В українській Прем'єр-лізі дебютував 28 березня 2010 року, замінивши Дениса Голайдо в домашньому матчі проти донецького «Металурга». Улітку того ж року отримав статус вільного агента та перейшов до лав кіровоградської «Зірки», у якій однак теж не зумів стати гравцем основного складу.
У сезоні 2012/13 захищав кольори охтирського «Нафтовика-Укрнафта» та «УкрАгроКома» з Головківки, після чого тимчасово припинив професіональну кар'єру та зосередився на виступах в аматорських командах — київському «Арсеналі» та «Чайці» з Петропавлівської Борщагівки.
1 березня 2016 року уклав професіональну угоду з ФК «Арсенал-Київ», що виступав у Другій лізі.
Закінчував кар'єру гравця у аматорських «Олімпії», «Авангарді» та «Музичах».

## Тренерська кар'єра
З 2017 року входить до тренерського штабу клубу «Лівий Берег».

## Досягнення
- Бронзовий призер Першої ліги чемпіонату України (1): 2008/09
- Володар Кубку України (1): 2010
- Брав участь у чемпіонському сезоні «УкрАгроКома» в групі Б другої ліги чемпіонату України (2012/13), однак провів на полі всього 2 матчі, чого замало для отримання медалей